# Europanto
Het Europanto (van Europa en Oudgrieks παν (pan), "alle(s)") is een kunsttaal die voor de woordenschat put uit een aantal grote Europese talen, m.n. het Engels, Duits, Frans, Italiaans, Spaans en Nederlands. Het onderscheidt zich van andere kunsttalen doordat het zijn voorbeelden niet heeft aangepast maar letterlijk heeft overgenomen, met behoud van de originele spelling. De taal is in 1996 ontworpen door Diego Marani, die in Brussel als tolk in dienst is van de Europese Raad van Ministers.
De taal - gewoonlijk gezien als een grap, ook door Marani zelf - heeft geen vastgestelde regels en geen vastliggend vocabulaire, zodat elke gebruiker afgaande op zijn eigen gevoel de taal moet "creëren". In de gemeenschap van sprekers zijn echter wel gewoonten ontstaan in het gebruik van de taal, zodat enige kennis ervan wel degelijk gewenst is. Die manier van werken vertoont enige overeenkomst met het Folkspraak-project. Marani heeft een roman in de taal geschreven en stelde een tijdlang eigenhandig een krant samen.
Veel mensen zien Europanto als een (geslaagde) parodie op het kunsttaaltype van de "eurokloon" - een kunsttaal die uit Europese talen is samengesteld waardoor de samensteller een vorm van eurocentrisme verraadt.

## Voorbeeld
Eine terrible menace incumbe over el Kingdom des Angleterra. Poor Regina Elisabeth habe spent todo seine dinero in charmingantes hats und pumpkinose carrosses und maintenow habe keine penny left por acquire de Champagne dat necessite zum celebrate Prince Charles anniversario op el 14 Novembro.